# Nightfreak and the Sons of Becker
| Оценки критиков | Оценки критиков |
| Источник        | Оценка          |
| --------------- | --------------- |
| Allmusic        | [ 1 ]           |
| NME             | (7/10)          |
| Pitchfork Media | (3.5/10)        |

Nightfreak and the Sons of Becker — альбом британской группы The Coral. Был записан в течение одной недели на севере Уэльса. Продюсером снова выступил Иэн Броуди. Сами музыканты не считают его номерным альбомом как таковым, делая таким образом перерыв между альбомами Magic and Medicine и The Invisible Invasion. Каких-либо синглов отдельно от диска не выпускалось. Альбом разошёлся ограниченным тиражом в 75000 копий.

## Список композиций
| №   | Название                    | Автор(ы)                       | Длительность |
| --- | --------------------------- | ------------------------------ | ------------ |
| 1.  | «Precious Eyes»             | James Skelly                   | 2:58         |
| 2.  | «Venom Cable»               | The Coral                      | 2:33         |
| 3.  | «I Forgot My Name»          | The Coral                      | 2:45         |
| 4.  | «Song of the Corn»          | Nick Power                     | 3:10         |
| 5.  | «Sorrow or the Song»        | J. Skelly, Power               | 3:15         |
| 6.  | «Auntie's Operation»        | J. Skelly, Power, Lee Southall | 2:23         |
| 7.  | «Why Does the Sun Come Up?» | The Coral                      | 0:38         |
| 8.  | «Grey Harpoon»              | J. Skelly, Power               | 2:20         |
| 9.  | «Keep Me Company»           | J. Skelly                      | 3:28         |
| 10. | «Migraine»                  | J. Skelly                      | 2:45         |
| 11. | «Lover's Paradise»          | J. Skelly, Power               | 1:44         |

## Участники записи
The Coral
- Джеймс Скелли — вокал, гитара, сопродюсер, аранжировки
- Ли Саутхолл — гитара, сопродюсер, аранжировки
- Билл Райдер-Джонс[англ.] — гитара, сопродюсер, аранжировки
- Пол Даффи — бас-гитара, сопродюсер, аранжировки
- Ник Пауэр — клавишные, сопродюсер, аражировки
- Иэн Скелли — ударные, сопродюсер, аражировки, арт-директор

Производственный персонал
- Иэн Броуди[англ.] — продюсер
- Джон Грэй — звукоинженер
- Гэри Батлер — мастеринг

Прочий персонал
- Кевин Пауэр — дизайн, фотографии
- Джуно — дизайн

## Позиция в чартах
| Чарт (2004)                      | Высшая позиция |
| -------------------------------- | -------------- |
| France (SNEP)                    | 59             |
| Ireland (Irish Albums Chart)     | 35             |
| Japan (Oricon)                   | 68             |
| Великобритания (UK Albums Chart) | 5              |

## История релиза
| Регион         | Дата           | Лейбл      | Формат                       | Каталожный номер    |
| -------------- | -------------- | ---------- | ---------------------------- | ------------------- |
| Великобритания | 26 января 2004 | Deltasonic | CD, LP, Цифровая дистрибуция | DLTCD018, DLTLP018, |